# Rodolfo Bardi
Rodolfo Bardi (Vicente López, Buenos Aires, 9 de julio de 1927-13 de febrero de 2001) fue un pintor muralista. Realizó más de 400 murales en edificios y comercios de la Ciudad de Buenos Aires.

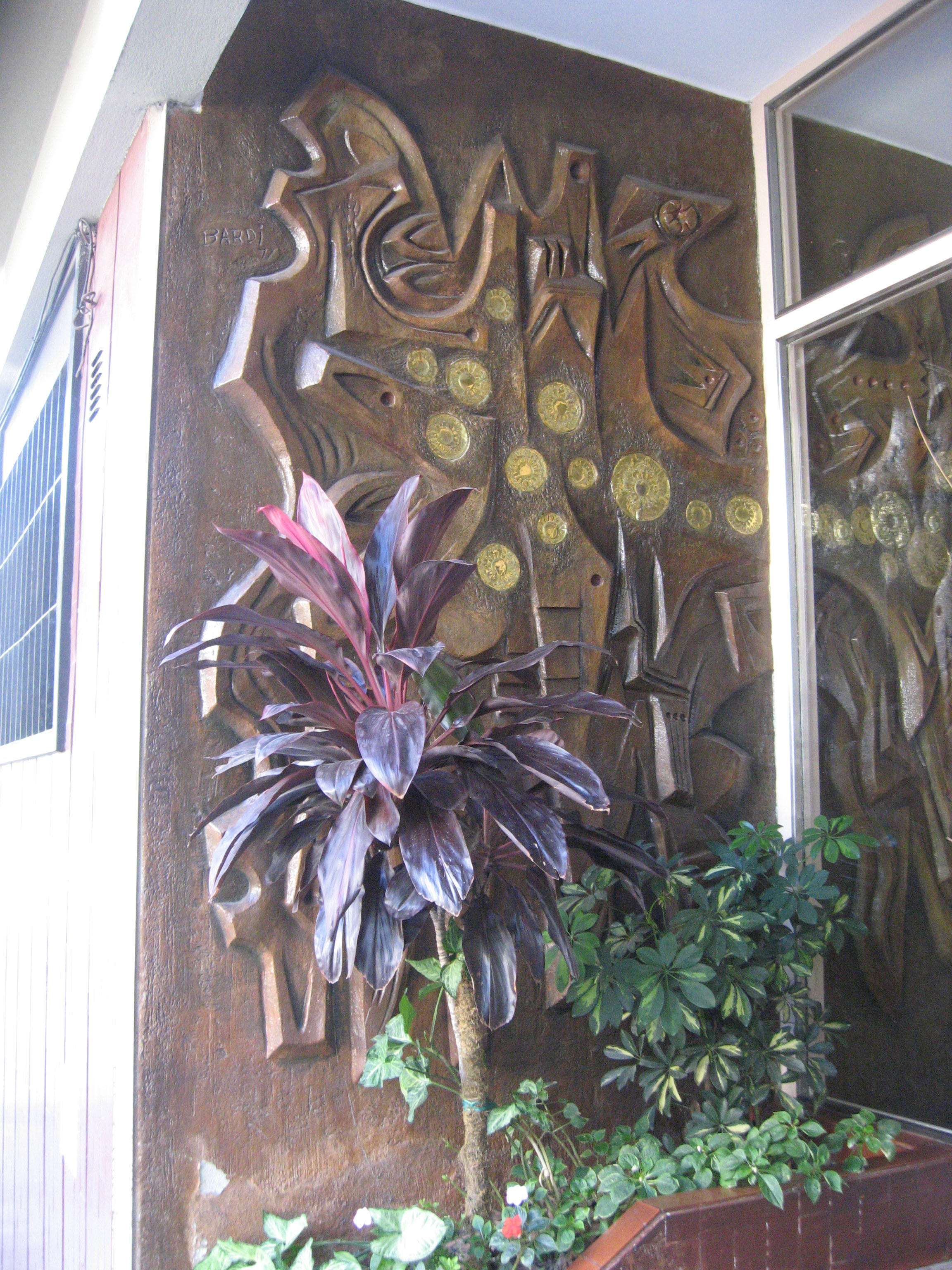

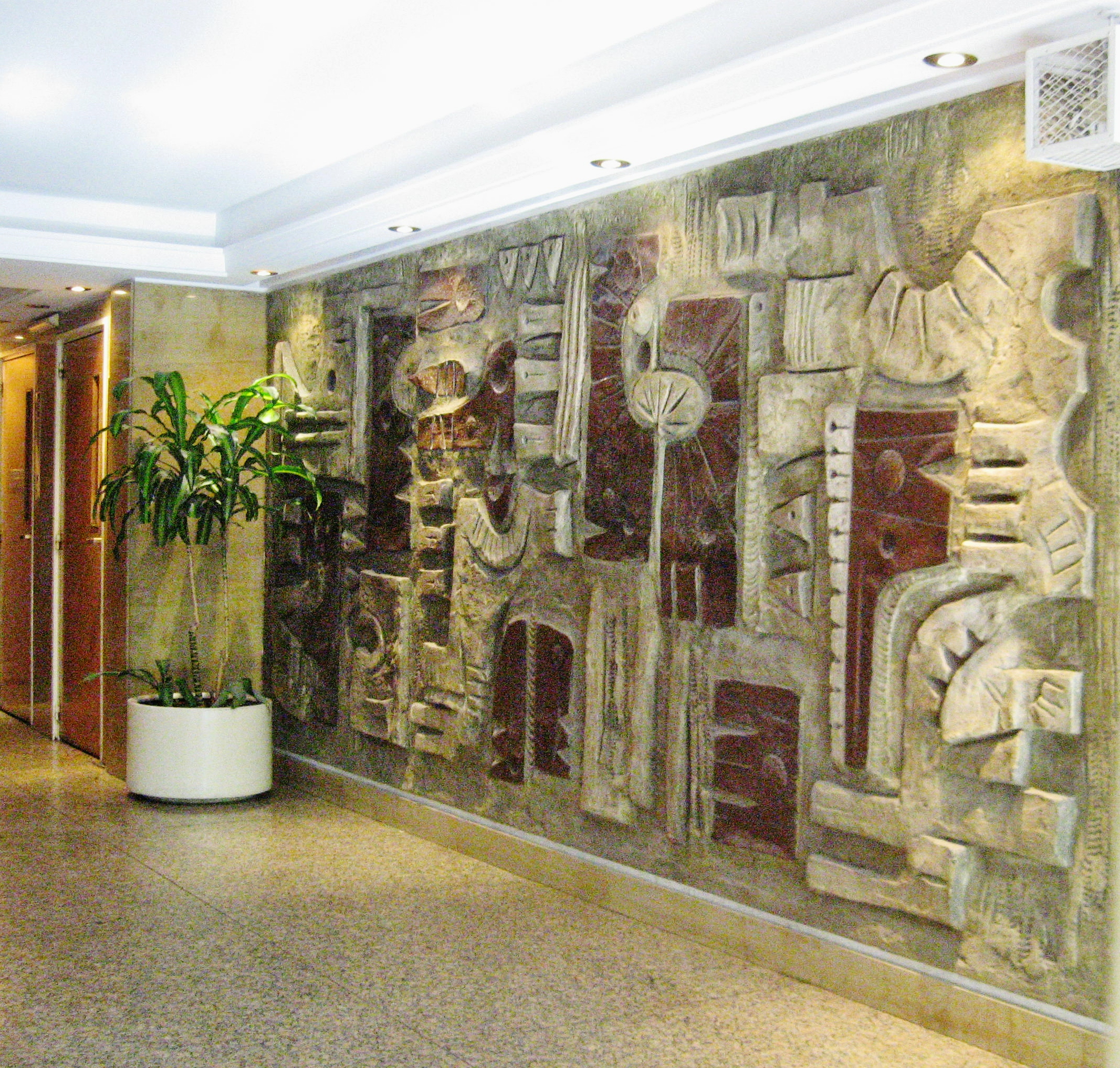

## Biografía
Comenzó a pintar a los 8 años, cuando su tío pintor, lo llevaba a los bosques de Palermo.
Entre 1955 y 1962 realizó muestras individuales en varias galerías de arte.
En 1960 abandona la pintura de “caballete” para dedicarse a la realización de murales de relieve escultórico de gran tamaño para la decoración de edificios y residencias.
Se encuentran registradas 300 direcciones con murales de gran tamaño en distintos barrios de la Ciudad de Buenos Aires, realizados entre 1960 y 1983.
La técnica utilizada para realizar los murales se denomina “relieve escultórico”, encontrando en el arte geométrico su mayor firmeza expresiva. Utilizó la técnica de cemento pintado al óleo, con incrustaciones de chapas de cobre o de aluminio, incrustaciones de resinas, piezas esmaltadas, u otros elementos como caracoles o piedras, complementando la imagen.
Bardi inicia su obra mural en la década de 1960, sumándose a la tradición anterior en la que el arquitecto recurre al artista plástico para que componga y complete la arquitectura, conformando una unidad, así la obra forma parte inseparable del espacio de la arquitectura.
Los 23 años que Bardi dedica a la obra mural lo hace, en su mayoría, en edificios de viviendas familiares. Las obras son concebidas desde el interior del edificio hacia la acera desarrollándose por el muro principal del hall de ingreso, vincula lo privado con lo público y establece una conexión del exterior hacia el interior ya que permite la visualización desde la calle haciéndose o deviniendo en una obra puesta al alcance de todos, por la ubicación de la obra y el formato que lo caracteriza.
Ha realizado además obras en galería como la Galería comercial del Barrio Chino, en Arribeños 2153, o Galería Comercial Stella Maris, en Av. Rivadavia 5601 y en bares y locales comerciales.
Podemos destacar que la extensa obra de Rodolfo Bardi está valorada por sus propietarios, pero existen también quienes al verla deteriorada por el paso del tiempo, la demuelen y retiran. La destrucción de la obra mural de Bardi resulta preocupante, dado que los propietarios no tienen conocimiento del valor patrimonial de la obra de este artista ni de las posibilidades de realizar una restauración para restituir sus características decorativas.
La obra de Bardi une a la arquitectura y lo plástico con una renovada concepción que refleja las corrientes artísticas de su época.
Valoración de los murales de Bardi en el marco de la Ley 1227 Patrimonio Cultural de la Ciudad de Buenos Aires. La Dirección de Patrimonio es Instituto Histórico de la Ciudad de Buenos Aires realizó en 2015 un informe técnico sobre la obra mural de Rodolfo Bardi.
A continuación se transcriben los párrafos de este informe:

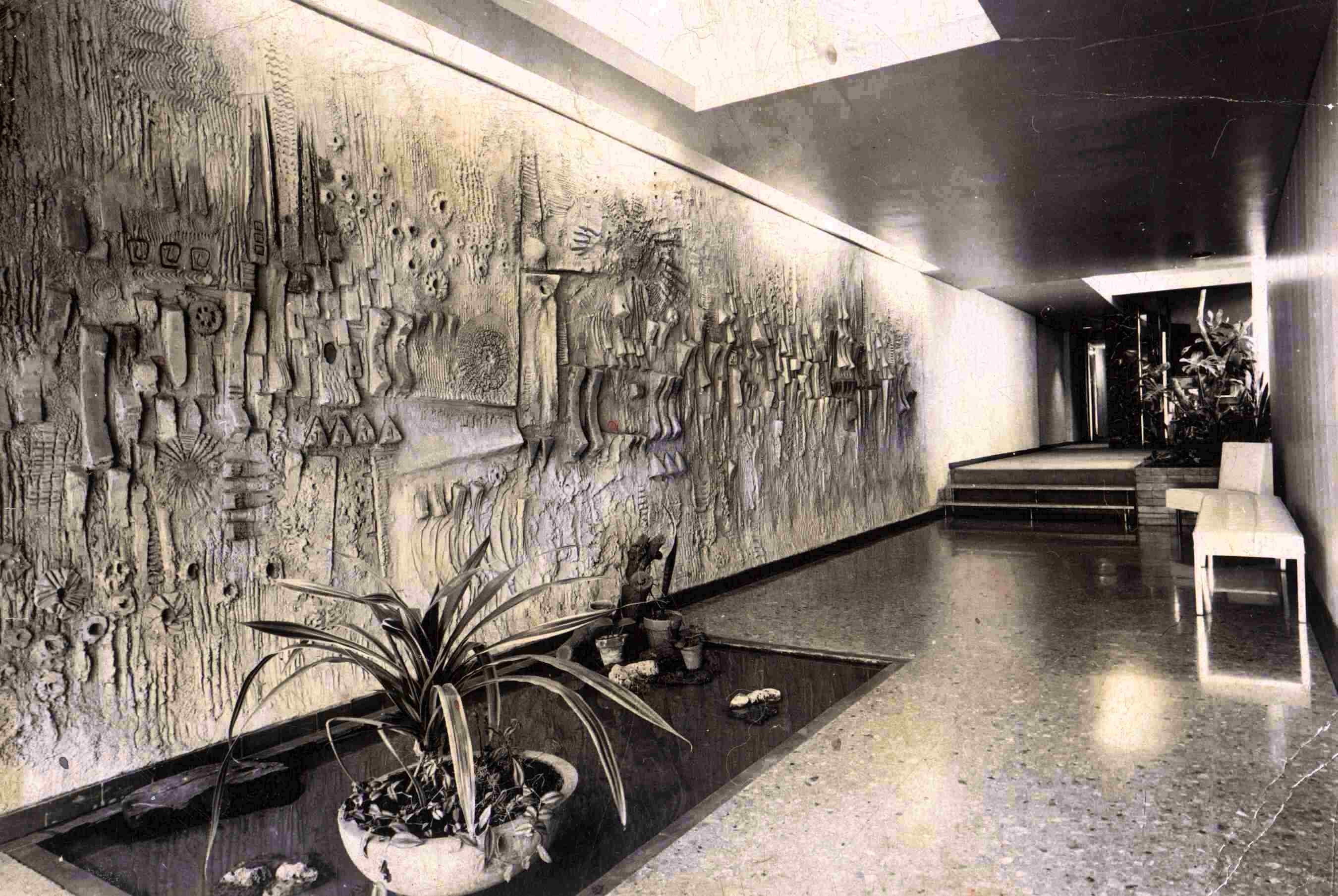
Mural de Rodolfo Bardi en Perón 2120, Ciudad de Buenos Aires. Año 1963

Bardi tiene una basta presencia en la Ciudad, sus murales acompañan más de un centenar de edificios. Es posible que el objetivo de esta obra sea al mismo tiempo mejorar el confort de las sensaciones, creando un producto estético, según Gilles Lipovestsky quien establece como el comienzo del auge del capitalismo creativo los años setenta donde la estetización del mundo aparece como una apropiación por el orden comercial. Los murales de Bardi son considerados como exponentes de su época y representantes del paisaje ciudadano, ilustran esas décadas, en el ámbito de la arquitectura y el arte, afirmando el gusto del momento con la intención de formar un conjunto estético. Se reconoce en los murales de Bardi elementos propios del autor tanto en su técnica, como en el tamaño, el lenguaje, la intención y elementos constitutivos que lo caracterizan, como son, incrustaciones, combinaciones con planchas metálicas, huellas de herramientas, figuras triangulares y lo simbólico en la presencia recurrente del círculo rodeado de destellos aludiendo a la preponderante figura del son, como esferas encerradas sugiriendo lo originario y esencial de la vida. En base a los argumentos presentados en los párrafos anteriores, el informe técnico de la Comisión del Patrimonio de CABA seleccionó dos de los murales de Bardi para su protección patrimonial: Hipólito Yrigoyen 1559, del año 1964 Av. Las Heras 1965, del año 1970. Ambos se destacan por tener: Valor artístico en sí mismo, el tema, el color, la forma la factura y la manera de expresarse están indisolublemente unidos y expresan al autor. Valor artístico vinculado a la arquitectura y al paisaje urbano. La obra está perfectamente ensamblada y unida al espacio constructivo que le fue asignado. Conclusiones: Nos convoca en esta instancia la presencia de Rodolfo Julio Bardi quien ha realizado más de un centenar de murales en la Ciudad de Buenos Aires expuestos a la mirada de quien recorre sus calles. Estos murales poseen valor artístico por la particularidad y características de la obra. En su concepción los aspectos vitales de forma, espacio, escala, proporción, textura y color destacan la expresión artística y destreza en la acción. Las obras propuestas poseen valor de autenticidad, expresan al autor en sus ideas y sentimientos, y la forma personal como se relaciona con el mundo, su cosmovisión del arte. Valor de representatividad, por reflejar tendencias de un período constructivo, donde se unen la arquitectura y el arte mural. Valor testimonial por evidenciar una realidad social, cultural, económica, tecnológica, artística y demarcar una tendencia constructiva. En este marco se entiende que los murales de Rodolfo Julio Bardi, ubicados en la Calle H.Yrigoyen 150 y Av. Las Heras 1965 ameritan su protección como Bien Integrante del Patrimonio Cultural de la Ciudad de Buenos Aires en el marco de la Ley 1227:
Artículo 2º.- Concepto: El Patrimonio Cultural de la Ciudad Autónoma de Buenos Aires es el conjunto de bienes muebles e inmuebles, ubicados en el territorio de la Ciudad Autónoma de Buenos Aires, cualquiera sea su régimen jurídico y titularidad, que en sus aspectos tangibles e intangibles, materiales y simbólicos, y que por su significación intrínseca y/o convencionalmente atribuida, definen la identidad y la memoria colectiva de sus habitantes. Y específicamente en su Artículo 4º, inciso h) categoría: Colecciones y Objetos existentes en museos, bibliotecas y archivos así como otros bienes de destacado valor histórico, artístico, antropológico, científico, técnico o social.

Falleció el 13 de febrero de 2001, a los 73 años.

## Publicaciones

- Rossi, María Cristina (coord.) (2021) Rodolfo Bardi. Buenos Aires: YOeditor.

Rodolfo Bardi es el primer libro que analiza la obra y la trayectoria de este artista moderno argentino.
Está compuesto por el estudio “Del papel al celuloide. La experiencia de la plástica pura”, en el cual M. Cristina Rossi recorre su producción de carácter abstracto sea en el dibujo y la pintura como en la experimentación cinematográfica.
Y un texto específico sobre la obra mural titulado “Relieves y murales de Rodolfo Bardi: entre la abstracción y la figuración”, escrito por la especialista Cecilia Belej, que sitúa su modo de trabajo y su profusa producción en el marco de los desarrollos del arte mural argentino.
Ambos capítulos están acompañados con imágenes que reproducen las pinturas o registran fotogramas del film y tomas fotográficas de la obra mural.
La publicación incluye una cronología artística que inscribe dichas producciones en la línea temporal, una selección de documentos y una bibliografía y hemerografía que contribuirán a futuras investigaciones.

## Premios y reconocimientos
- 1959 obtuvo una mención de honor en la V Exposición Bienal de San Pablo, Brasil.
- 1959 ganó el Premio Adquisición en el Salón de Arte Moderno de Mar del Plata.